# СКА (стадион, Ростов-на-Дону)
СКА — стадион в Ростове-на-Дону. Построен в 1971 году, имел двухъярусные трибуны и вмещал 33 300 зрителей. В 2016—2018 годах была проведена масштабная реконструкция со сносом всех трибун, после которой вместимость стала составлять менее 3000 человек. Домашний стадион ФК СКА (Ростов-на-Дону).

## История
Строительство спортивного комплекса было начато в середине 60-х годов по инициативе Командующего Войсками СКВО, генерал-полковника Алтунина. В состав окружного спортивного комплекса входили главная спортивная арена с трибунами на 33 000 мест, футбольным полем, легкоатлетическим ядром, водно-спортивный комплекс с тремя ванными, спортивные площадки, гостиница на 300 мест и легкоатлетический манеж внутри восточной трибуны.
Главная спортивная арена и весь спортивный комплекс СКА СКВО были введены в строй в апреле 1971 года. Проектировщиком зданий и сооружений СКА стала организация «Военпроект».
В 1981 году на стадионе прошли первые матчи раундов 1/16 и 1/8 финала розыгрыша Кубка Кубков 1981/82: обладатель Кубка СССР ростовский СКА встречался с турецким «Анкарагюджю» (2:0) и немецким «Айнтрахтом» из Франкфурта-на-Майне (1:0).
С февраля 2007 года стадион находился в стадии реконструкции. Полноценно функционировали Восточная и Западная трибуны (нижний ярус, VIP-ложа). Стадион мог принять 11 000 человек. После реконструкции Южной и Северной трибун вместимость стадиона составила 25 000 человек.
28 января 2016 года Международная федерация футбольных ассоциаций (ФИФА) утвердила перечень из 36 тренировочных площадок чемпионата мира по футболу 2018 года, включив в эту заявку стадион СКА. В связи с этим, была необходима реконструкция стадиона для приведения его в соответствие с требованиями.
В 2018 году после начального этапа реконструкции (когда были полностью снесены все старые трибуны) вместимость составила 500 человек. Затем были установлены трибуны с увеличением общей вместимости стадиона до 2 400 мест, цифровое табло, а также обновлены беговые дорожки. Официальное открытие обновлённой арены состоялось 23 марта 2019 года матчем Первенства ПФЛ между СКА (Ростов-на-Дону) и «Динамо» (Ставрополь) (0:2). Балансодержателем стадиона является ЦСКА, между которым и ФК СКА было заключено долгосрочное сотрудничество.

## Характеристики
- Название: СКА
- Год основания: 1971
- Общая площадь стадиона: 13,14 га[обновить данные]
- Размер газона поля центральной арены: 104мх69м[обновить данные]
- Размер газона футбольно-тренировочного поля: 104мх69м[обновить данные]
- Размер газона футбольного гаревого поля: 104мх69м[обновить данные]
- Травяной покров: естественный газон[обновить данные]
- Вместимость: 2402 чел.[1]
- Количество ТВ позиций: 3[обновить данные]
- Комментаторские позиции: 3[обновить данные]
- Освещение: 4 осветительных мачты по 40 прожекторов[обновить данные]
- Видеотабло: с отображением информации на лампах накаливания[обновить данные]
- Звуковое оборудование: 26 колонок по 40 Вт, расположенных по периметру поля[обновить данные]
- Камеры наблюдения: 6 камер видеонаблюдения внутреннего контроля[обновить данные]
- Количество касс: 6[обновить данные]